# Relaciones Estados Unidos-Namibia
Las relaciones Estados Unidos-Namibia son las relaciones diplomáticas entre Estados Unidos y Namibia.

## Historia
Durante la Guerra de la frontera de Sudáfrica, Estados Unidos medió para llevar a cabo el Acuerdo tripartito que se comprometía a retirar el personal militar cubano y sudafricano de Angola y África del Sudoeste (actual Namibia), respectivamente. Estados Unidos reconoció a Namibia el 21 de marzo de 1990 poco después de obtener la independencia de Sudáfrica. La Oficina de Enlace de Estados Unidos en Windhoek fue elevada a embajada.
Las relaciones entre ambas naciones son amistosas. Estados Unidos participó en los esfuerzos diplomáticos para lograr la independencia de Namibia de Sudáfrica en 1990 y desde entonces ha trabajado para fortalecer los lazos políticos, económicos y entre pueblos. La relación bilateral se caracteriza por un compromiso compartido con los principios democráticos, incluido el estado de derecho, el respeto de los derechos humanos, la independencia del poder judicial y la libertad de prensa. Estados Unidos y Namibia son socios en el esfuerzo por combatir el VIH/SIDA, detener el tráfico de vida silvestre y promover la conservación, y ampliar las oportunidades comerciales y de desarrollo.

## Misiones diplomáticas residentes

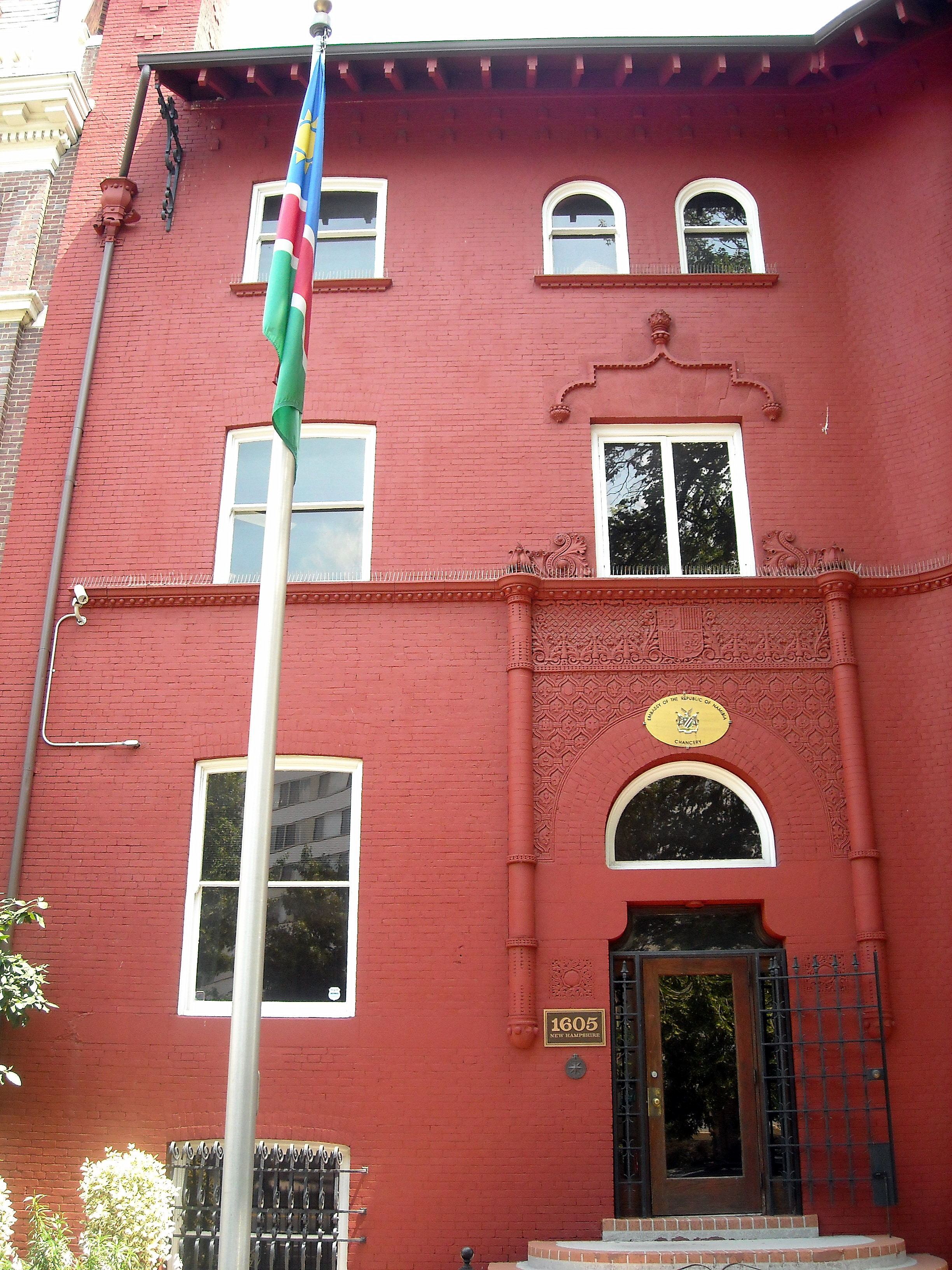
Embajada de Namibia en Washington D. C.

- Estados Unidos tiene una embajada en Windhoek.[3]
- Namibia tiene una embajada en Washington D. C.[4]